# Victor Lebow
Victor Lebow (26 dicembre 1902 – New York, 26 agosto 1980) è stato un dirigente d'azienda, saggista e attivista statunitense.
È noto soprattutto per la sua formulazione delle dinamiche del capitalismo consumistico americano, espressa nel 1955 con un articolo pubblicato sul Journal of Retailing intitolato Price competition in 1955. L'articolo ricevette una certa attenzione già poco dopo la sua comparsa, venendo menzionato dal sociologo Vance Packard nel suo lavoro The waste makers del 1960. Parti dell'articolo, ampiamente citate e commentate, sono state interpretate da diversi autori e attivisti (tra cui Annie Leonard, Alan Durning, Jonathon Porritt, David Suzuki) in maniera fuorviante e decontestualizzata come prova dell'esistenza di un "piano" ideato e attuato coscientemente dal mondo dell'imprenditoria e della politica nel secondo dopoguerra. Secondo tale interpretazione, poste dinanzi all'enorme surplus di capacità produttiva lascito dello sforzo bellico, queste componenti avrebbero coscientemente ideato e promosso un'idea di consumismo esasperato e basato sulla rapida sostituzione dei beni di consumo. Più plausibilmente l'articolo, letto nella sua interezza e senza estrapolazioni è semmai interpretabile quale una disamina contenente elementi di critica e spunti di riflessione relativamente a determinati aspetti delle dinamiche di mercato e del comportamento del consumatore statunitense, non quindi come un insieme di prescrizioni o linee guida aventi le finalità di definire le modalità di attuazione di un meccanismo calato dall'alto.

## Biografia
Dopo aver ricoperto le posizioni di vice presidente della Kayser-Roth Corporation e di direttore della Fabergé si ritirò dall'attività professionale sul finire degli anni cinquanta. In seguito collaborò con il movimento per i diritti civili. È stato autore di un libro intitolato Free Enterprise, the Opium of the American People, pubblicando inoltre vari articoli su periodici quali The Nation, Challenge, e The Progressive.

## La competizione dei prezzidel 1955
Le parole di Lebow divenute più celebri furono espresse in un articolo del 1955 intitolato Price competition in 1955, apparso nell'edizione primaverile del Journal of Retailing, una rivista specializzata in vendita al dettaglio. Nel suo articolo discuteva il costo del mantenimento dello stile di vita americano nel 1955, e l'effetto che questo costo aveva sui profitti di vendita al dettaglio. Così scrisse Lebow:

## Nella cultura di massa
Le idee enunciate da Lebow sono state citate in una serie di articoli, documentari e ricerche negli anni a seguire la loro pubblicazione, anche in tempi recenti. È citato nel libro Quanto basta: la società dei consumi e il futuro della Terra di Alan Durning del Worldwatch Institute. 
Più recentemente le sue parole sono state citate in La storia delle cose, un documentario prodotto nel 2007 e basato sul ciclo vitale dei beni e dei servizi sul nostro pianeta e sul loro impatto ambientale.
L'articolo di Lebow è citato e commentato in due opere dell'economista e filosofo francese Serge Latouche: il libro del 2007 Petit traité de la décroissance sereine (nota in italiano come Breve trattato sulla decrescita serena) e quello del 2012 Bon pour la casse : Les déraisons de l'obsolescence programmée (tradotto in italiano con il titolo Usa e getta: Le follie dell’obsolescenza programmata).